# 김해여객
김해여객(金海旅客)은 경상남도 김해시 전하로304번길 24 (내외동)에 본사를 둔 시외버스 운행 업체다.

## 역사
1988년 동신버스로 설립해 이후 가야IBS로 분리하다가 2001년에 사명을 변경했다가 2021년에 파산했다.

## 운행 노선

### 시외버스
2015년 12월 기준이다.
| 운행업체 | 보유 노선수 | 보유 노선수 | 보유 노선수 | 보유 노선수 | 면허 대수 | 면허 대수 | 면허 대수 | 면허 대수 | 면허 대수 | 면허 대수 |
| -------- | ----------- | ----------- | ----------- | ----------- | --------- | --------- | --------- | --------- | --------- | --------- |
| 운행업체 | 노선 합계   | 직행        | 일반        | 고속        | 대수 합계 | 직행      | 일반      | 고속      | 우등      | 예비      |
| 김해여객 | 31          | 19          | 12          | -           | 40        | 28        | 12        | -         | -         | -         |

김해 출발 노선
- 김해 ↔ 주촌 ↔ 장유 ↔ 창원
- 김해 ↔ 장유 ↔ 창원 ↔ 마산 ↔ 안동
- 김해 ↔ 장유 ↔ 창원 ↔ 마산 ↔ 현풍 ↔ 고령 ↔ 거창

마산 출발 노선
- 마산 ↔ 영산 ↔ 부곡
- 마산 ↔ (진례)[3] ↔ 장유농협 ↔ 롯데워터파크

서부산 출발 노선
- 서부산 ↔ 가락 ↔ 죽림 ↔ 김해
- 서부산 ↔ 장유 (↔ 진례 ↔ 진영)
- 서부산 ↔ 영산 ↔ 부곡

## 보유 차량
- 기아 - 뉴 그랜버드 그린필드, 뉴 그랜버드 파크웨이

## 같이 보기
- 부산교통